# 1957 en combiné nordique
| Années du combiné nordique : 1954 - 1955 - 1956 - 1957 - 1958 - 1959 - 1960    |
| Décennies du combiné nordique : 1920 - 1930 - 1940 - 1950 - 1960 - 1970 - 1980 |

Cette page reprend les résultats de combiné nordique de l'année 1957.

## Festival de ski d'Holmenkollen
Fait exceptionnel, l'épreuve de combiné de l'édition 1957 du festival de ski d'Holmenkollen donna lieu à un podium entièrement finlandais : elle fut remportée par le Paavo Korhonen devant ses compatriotes Esko Jussila et Pekka Ristola. Ce fut là le premier podium du festival de ski d'Holmenkollen dans lequel ne figurait aucun Norvégien.

## Jeux du ski de Lahti
L'épreuve de combiné des Jeux du ski de Lahti 1957 fut remportée par le champion olympique norvégien Sverre Stenersen
devant le Finlandais Paavo Korhonen. Le Tchécoslovaque Vítězslav Lahr complète le podium.

## Jeux du ski de Suède
L'épreuve de combiné des Jeux du ski de Suède 1957 eut lieu à Skellefteå. Elle fut remportée par un coureur norvégien, Kristoffer Grøtli,
devant le Suédois Bengt Eriksson et le Finlandais Pekka Ristola.

## Championnats nationaux

### Championnats d'Allemagne

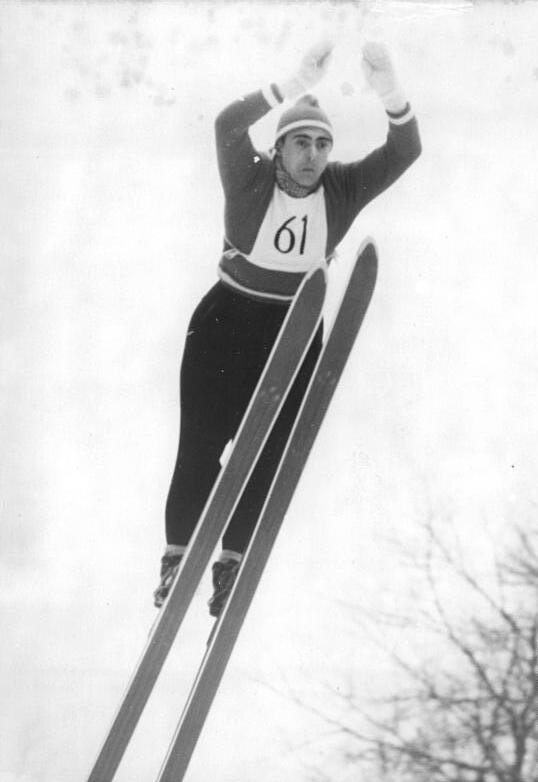
Siegfried Böhme à Brotterode.

Les résultats des deux Championnats d'Allemagne de combiné nordique 1957 manquent.

### Championnat d'Estonie
Le Championnat d'Estonie 1957 eut lieu à Otepää et fut remporté par Boriss Stõrankevitš devant Valev Aluvee et Heido Meema.

### Championnat des États-Unis
Le championnat des États-Unis 1957 a été remporté par Bill Purcell.

### Championnat de Finlande
Les résultats du championnat de Finlande 1957 sont incomplets. Pekka Ristola se classa deuxième de l'épreuve.

### Championnat de France
Les résultats du championnat de France 1957 manquent.

### Championnat d'Islande
Le championnat d'Islande 1957 fut remporté par Sveinn Sveinsson, dont c'était le premier de ses sept titres de champion.

### Championnat d'Italie
Le championnat d'Italie 1957 fut remporté par le vice-champion sortant, Enzo Perin, devant le troisième du championnat 1956, Aldo Pedrana. Emiliano Vuerich complète le podium.

### Championnat de Norvège
Le championnat de Norvège 1957 se déroula à Mo i Rana. Le vainqueur fut Sverre Stenersen, dont c'était le quatrième titre consécutif. Le vice-champion sortant, Tormod Knutsen, est arrivé deuxième, devant Gunder Gundersen.

### Championnat de Pologne
Le championnat de Pologne 1957 fut remporté par le champion sortant, Aleksander Kowalski, du club Wisła-Gwardia Zakopane.

### Championnat de Suède
Lors du championnat de Suède 1957, le champion sortant, Bengt Eriksson, du club IF Friska Viljor, a de nouveau conservé son titre. Le club champion fut le Dala-Järna IK, qui retrouvait là son titre perdu l'année précédente.

### Championnat de Suisse
Le Championnat de Suisse 1957 a eu lieu à Saint-Moritz.
Le champion 1957 fut le vice-champion sortant, Louis-Charles Golay, devant Lorenz Possa & William Schneeberger.